# Virgen de los Milagros (Ágreda)

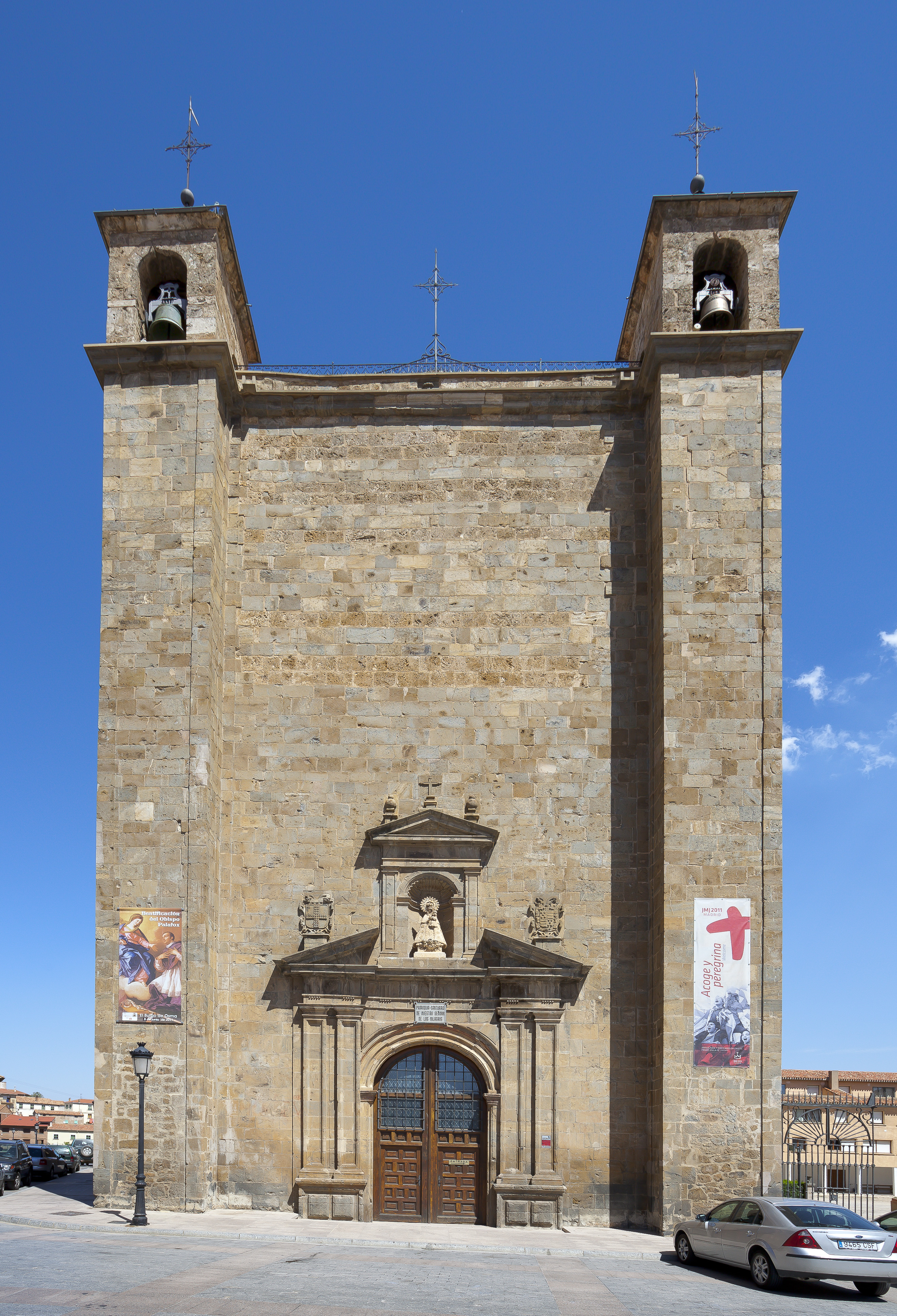
Fachada de la Basílica de Nuestra Señora de los Milagros con una imagen de la virgen sobre la entrada principal.

La Virgen de los Milagros es una imagen religiosa católica que se venera en la Basílica de Nuestra Señora de los Milagros en la villa de Ágreda, en la provincia de Soria, comunidad autónoma de Castilla y León, en España.

## Historia
La talla data del siglo XIV y se desconoce su autoría. Hasta 1527 se le denominaba La Virgen de Yanguas, por haber sido encontrada por un pastor en esa localidad. Posiblemente se venerara inicialmente en la Iglesia de San Martín de Yanguas, hasta su traslado a Ágreda al recibir esta la carta puebla de manos de Alfonso VII.
Según acta notarial el día del Corpus Christi de 1527 durante una procesión de la virgen, y al pasar por delante de la casa de un morisco falso-converso al cristianismo, llamado Juan Medrano, una fuerza invisible impidió el paso de la procesión. La virgen se inclinó hacia la puerta del morisco, abriéndose esta y evidenciando así que Juan Medrano trabajaba en un día tan señalado. Tal fue la impresión que causó este hecho en Juan Medrano y muchos otros de sus correligiosos, que se convirtieron al cristianismo. Desde entonces se conoce a la virgen como la Virgen de los Milagros.

## Características
Se trata de una talla gótica policromada de 92 cm de altura. La talla está sentada sobre un escabel dorado, y éste a su vez sobre dos nubes. De cara morena y algo desproporcionadas manos blancas, con botines negros y un manto dorado que contrasta con su el rojo oscuro de la túnica.
La solemne coronación de la virgen tuvo lugar el 7 de junio de 1947, con una celebración del 50. aniversario el 31 de mayo de 1997.

## Celebración
La virgen sólo se procesiona por motivos muy señalados, de hecho en el siglo XX sólo salió de procesión en 6 ocasiones, para lo que es necesaria la autorización de los Marqueses de Velamazán y mediante acta notarial se registra tanto la salida como la entrada de la virgen.
Se celebra el sábado siguiente al Corpus Christi y es la fiesta mayor de la villa. Esta celebración atrae visitantes de muchas otras poblaciones, los hay que incluso vienen a pie desde Corella, Cintruénigo, Fitero y Cervera del Río Alhama como penitencia para que la Virgen cumpla sus promesas.